# Glasfasertapete

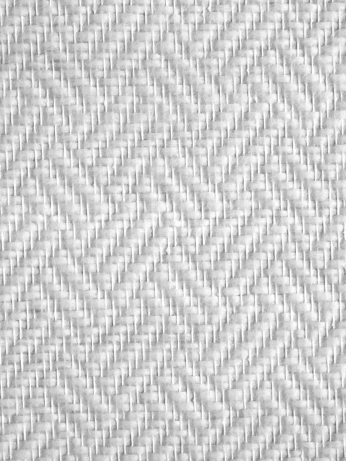
Typisches Muster einer Glasfasertapete

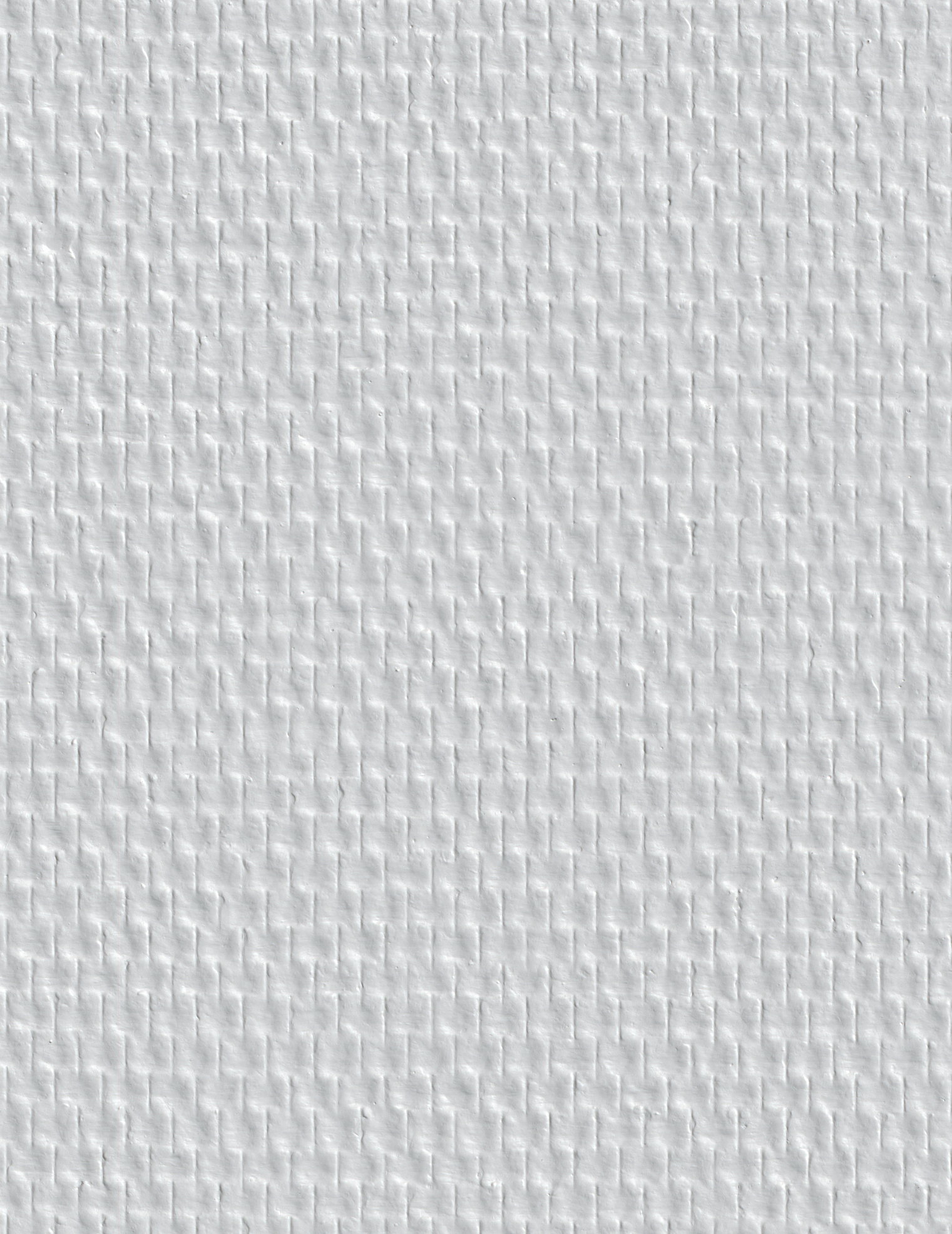
Klassische Struktur einer Glasfasertapete

Die Glasfasertapete, auch „Glasdekogewebe“ oder „Glasgewebetapete“ ist ein extrem strapazierfähiger, überstreichbarer Strukturwandbelag aus Glasfaser.

## Herstellung
Die Glasfasertapete wird aus industriell hergestellten Glasfasern gefertigt, welche durch das Ziehen geschmolzenen Glases zu dünnen Fäden erzeugt werden. Diese Glasfasern werden in Webmaschinen zu einem Glasgewebe verarbeitet. Durch die anschließende Appretur dieses Gewebes erhält die Glasfasertapete ihre endgültigen Eigenschaften.

## Eigenschaften

### Strapazierfähigkeit
Glasfasertapeten zeichnen sich gegenüber anderen vergleichbaren Wandbelägen vor allem durch ihre mechanische Belastbarkeit und Strapazierfähigkeit aus, was sie besonders für die Anwendung in stark frequentierten Räumen und öffentlichen Gebäuden qualifiziert. Bedingt durch ihre Eigenschaften gelten sie als die strapazierfähigsten Tapeten der Welt. Die Zugfestigkeit der Glasfasertapete übersteigt die der Raufasertapete um etwa das Siebenfache und die der Vinyltapete um mehr als das Doppelte. Durch diese Eigenschaften besitzt die Glasfasertapete eine besondere wandarmierende Funktion. Bereits vorhandene Risse im Putz können dadurch konserviert und die Bildung neuer Risse verhindert werden. Außerdem wird die Wand dauerhaft vor Schäden durch Stöße geschützt.
Durch den mineralischen Ursprung der Grundsubstanzen geht die Glasfasertapete komplett in den Baukörper über.

### Brandhemmend
Glasfasertapete ist schwer entflammbar (B1 nach DIN 4102). Da bei der Herstellung keine brandhemmenden, toxischen Zusatzstoffe verwendet werden müssen, entstehen im Brandfall auch keine Giftgase.

### Weitere Eigenschaften
Glasfasertapeten sind dimensionsstabil, formstabil bei Nässe, verrottungsfest, wiederholt überstreichbar und zeichnen sich durch eine hohe Langlebigkeit aus.

## Wirtschaftlichkeit
Glasfasertapeten sind in der Anschaffung teurer als Vinyl oder Raufasertapeten. Glasfasertapeten können bis zu zehnmal überstrichen werden, ohne dass die Strukturoptik beeinträchtigt wird. Somit erhöhen sich die Renovierungsintervalle deutlich. Die Lebenserwartung einer Glasfasertapete wird mit bis zu 30 Jahren angegeben. Auf Grund dieser Langlebigkeit amortisieren sich die etwas höheren Anschaffungskosten.

## Gesundheitsverträglichkeit
Glasfasertapeten bieten keinen Nährboden für Schimmelpilze und Sporen (anders als auf Zellulose basierende Wandbeläge). Zudem sind die Wandbeläge, bei entsprechender Beschichtung, abwaschbar und desinfizierbar und gelten daher besonders für Allergiker als besonders geeignet. Auf Grund der Dicke der Glasfasern von 8 bis 10 Mikrometern können Glasfasern nicht in die Lunge gelangen, somit besteht keine Gefahr für die Atemwege. Zudem werden die Fasern durch Appretur, Kleber und Farbe fest fixiert. Bei der Verarbeitung sind leichte Hautirritationen möglich. Nach dem Überstreichen sind sämtliche Fasern gebunden und dadurch keine Beeinträchtigung mehr möglich.

## Ökologie
Glasfasertapeten sind ökologisch unbedenklich. Die Produkte namhafter Hersteller sind nach Oeko-Tex Standard 100 zertifiziert.

## Besonderheiten
- Mittels Jacquardmusterung lassen sich auch komplizierte Muster wie zum Beispiel Firmenlogos darstellen.
- Glasgewebetapeten mit Selbstklebeausrüstung können die Einbettungsklebung einsparen. Sie werden auf dem tapezierfertig vorbereiteten Untergrund durch die schwach klebende Eigenschaft fixiert. Die endgültige Klebehaftung wird dabei durch eine, meist im System bestehende, spezielle Klebebeschichtung erreicht. Dabei durchdringt die Beschichtung das Gewebe und verklebt es so mit dem Untergrund.
- Pigmentierte oder vorpigmentierte Glasfasertapeten haben einen werksseitig aufgebrachten Grundanstrich auf der Gewebeoberseite. Dadurch kann der Arbeitsgang der Zwischenbeschichtung eingespart und nach Trocknung des Klebers gleich die Schlussbeschichtung aufgetragen werden. Zudem lösen sich beim Tapezieren weniger, mitunter stark juckende Glasfasern aus dem Gewebe.

## Spezielle Einsatzgebiete

### Operationssaal
Durch die Kombination mit einer Seidenlatexfarbe können Glasfasertapeten in hygienisch hochsensiblen Bereichen eingesetzt werden. Ebenso wie Fliesen sind die Glasfasertapeten leicht zu reinigen, haben allerdings keine Fugen, welche porös werden können und somit ideale Wachstumsbedingungen für Bakterien bieten.

### Küche/Bad
In Verbindung mit einem Polyurethananstrich entstehen absolut geschlossene Oberflächen, Ablagerungen durch Dämpfe können abgewaschen werden. Zudem sind die Glasfasertapeten feuchtigkeitsunempfindlich, scheuerfest und sind auch bei Kontakt mit Wasser und Fetten verrottungsfest.

### Kinderzimmer
Auf Grund ihrer starken Strapazierfähigkeit und ihrer gesundheitlichen Unbedenklichkeit eignen sie sich ebenso für den Einsatz im Kinderzimmer. Die Möglichkeit, die Tapete wiederholt zu überstreichen, garantiert die Anpassung an die sich individuell verändernden Anforderungen an einen Wandbelag.

## Hersteller
- Vitrulan
- P-D Glasfaser Brattendorf
- Saint-Gobain Vetrotex
- Johns Manville
- weitere in Asien